# Boby Bossu
Boby Bossu (* 7. März 2005) ist ein deutscher Fußballspieler.

## Karriere
Nach seinen Anfängen in der Jugend des 1. FC Düren wechselte er im Sommer 2021 in die Jugendabteilung des SC Fortuna Köln. Für seinen Verein bestritt er elf Spiele in der B-Junioren-Bundesliga. Im Sommer 2022 wechselte er in die Jugendabteilung des SV Wehen Wiesbaden und kam bei seinem Verein auch zu seinem ersten Einsatz im Profibereich in der 3. Liga, als er am 29. April 2023, dem 34. Spieltag, bei der 1:2-Heimniederlage gegen den SV Meppen in der 86. Spielminute für Sascha Mockenhaupt eingewechselt wurde.